# Telereggio (Calabria)
Telereggio è stata un'emittente televisiva calabrese con sede a Reggio Calabria che trasmetteva nella sua provincia e in quasi tutta la provincia di Messina.

## Storia
L'emittente nasce a Reggio Calabria via cavo il 20 aprile 1973 ad opera dell'impegno tecnico del prof. Vittorio Coscione, ancora oggi attivo nella creazione e gestione tecnica di numerose imprese televisive nazionali ed estere e di Giuseppe Cassone ex presidente della Villese.
Nel 1976 si converte all'etere irradiando i suoi programmi dai canali vhf B e C, e uhf 21, 25 e 42. Il palinsesto propone un videogiornale con una rubrica sportiva, un programma sportivo sulla Reggina del Lunedì sera, programmi politici, il programma satirico-sportivo del giovedì sera Chisti Simu e film. Per un brevissimo periodo all'inizio del 1977 l'emittente assume la denominazione di TeleRadioCalabria, quindi Radio Sud Television per poi riprendere quello di TeleReggio.
Il primo palinsesto strutturato propone un Videogiornale, sport, programmi per ragazzi, inchieste, film e telefilm; l'emittente inoltre è fra le prime a mandare in onda il programma di Maurizio Seymandi Superclassifica Show (fin dalla prima puntata). Nel 1980 altro cambio di denominazione: R.S.T. TeleReggio (Radio Sud Television), si riducono i programmi autoprodotti e vengono proposti programmi di Telealtomilanese (Playboy di mezzanotte), Antenna 3 Lombardia (Strano ma vero con Ric e Gian), Pop Rock and Soul (produzione Asa Television di Pino Callà); l'emittente manda inoltre in onda I sogni nel cassetto, programma presentato da Mike Bongiorno, prodotto e distribuito da Telemilano 58 di Silvio Berlusconi. R.S.T. Telereggio entra a far parte della rizzoliana Primarete Indipendente, ma fallita questa syndication l'emittente manderà in onda i programmi del circuito televisivo nazionale GRT fino al 1983 , anno della chiusura del circuito.
Fra i programmi, forniti dal circuito, GRT ,vanno segnalati i telefilm Police Surgeon, Uno sceriffo a New York, Batman, Shane, Ispettore Regan, Charlie's Angels, New York Police Department, Taxi, Lucy & gli Altri, Kronos, The Beverly Hills Billies, American Girls, lo sceneggiato Gli Eroi della Bibbia, la telenovela Carga Pesada, i cartoni Trider G-7, La Spada di King Arthur, Questi Pazzi, Pazzi Cartoons contenitore di cartoni animati della Hanna & Barbera tra i quali L'Orso Yoghi, Braccobaldo, tra le rubriche sportive vanno segnalate Auto Italiana, Calcio Inglese, Torneo di tennis WCT e in esclusiva (come specificato nella sigla) la telenovela "Anche i ricchi piangono" , ancora prima della messa in onda su Rete A.
Durante gli anni '80 l'emittente resiste all'assalto dei network concentrandosi sulla programmazione locale (informazione, sport e approfondimento), riducendo i varietà e mandando in onda programmi acquistati dai diversi distributori del settore. Non mancano le telenovelas , i cartoni animati e i telefilm. Sempre negli anni '80 nasce una seconda rete, Rst TeleReggio 2.
Negli anni a venire stipulò un contratto con JUNIOR TV ,circuito televisivo nazionale dedicato ai ragazzi e successivamente , chiusa questa parentesi , si legò a SUPERSIX ,circuito di un certo rilievo nel panorama televisivo nazionale e con un palinsesto composto da film , telenovelas , cartoni animati , provammi sportivi , musicali e varie rubriche e telefilm.
Nella stagione 1993/94 l'emittente manda in onda il programma Zona Franca condotto da Gianfranco Funari.
Fra i programmi più seguiti: la tribuna trasmissione sportiva condotta da Michele Favano, Focus, trasmissione di intrattenimento sociale, politico e di attualità condotta da Marina Malara, Chisti Simu, trasmissione satirica sulla Reggina condotto dal duo Alfredo Auspici e Francesco Polimeni.
TeleReggio è stata la seconda emittente in Italia ad andare in onda via cavo.
Il 21 novembre 2012 il furgoncino di una ditta privata prende fuoco dentro l'androne del palazzo, l'intenso fumo ed il forte calore sviluppato dalle fiamme arrivano fino alla sede di Telereggio attraverso le scale prive di finestre, costringendo l'azienda a sospendere le trasmissioni.
Nel dicembre dello stesso anno alcune trasmissioni proseguirono nell'altra emittente cittadina Reggio Tv.
Nel febbraio 2014 Telereggio cede il suo multiplex a RTI Calabria.

## Programmi
- Superclassifica show di Maurizio Seymandi
- Playboy di mezzanotte
- Strano ma vero con Ric e Gian
- I sogni nel cassetto condotto da Mike Bongiorno
- Zona Franca condotto da Gianfranco Funari

### Sport
- Lunedì sport
- Corner
- La Tribuna del Lunedì
- Caffè Amaranto

### Notiziari
- News Telereggio, cinque edizioni quotidiane curate dalla redazione giornalistica.

### Music Chart
- Top Hit le Hit al Top degli ultimi sette giorni, classifica dei video condotta da Mary Fulco dal 9 novembre 2009 al 31 maggio 2010.

### Telenovelas
- Amori e passioni, dal lunedì al venerdì alle 13:25